# 斯維特利夫卡
47°29′53″N 33°10′10″E / 47.49806°N 33.16944°E
斯維特利夫卡（烏克蘭語：Світлівка）是位於烏克蘭南部的村莊，由赫爾松州貝里斯拉夫區的科丘貝伊夫卡市鎮負責管轄。該村面積3.27平方公里，海拔高度77米，2001年人口86，人口密度每平方公里26.3人。